# Mia Brookes
Mia Brookes (Sandbach, 19 gennaio 2007) è una snowboarder britannica, specializzata in slopestyle e big air.

## Biografia
Specializzata in slopestyle e big air e attiva a livello internazionale dal dicembre 2020, la Brookes ha debuttato in Coppa del Mondo il 22 ottobre 2022, giungendo 9ª nel big air di Coira e ha ottenuto il suo primo podio il 22 gennaio dell'anno successivo, classificandosi 2ª in slopestyle a Laax, nella gara vinta dalla neozelandese Zoi Sadowski-Synnott. Ha vinto la medaglia d'oro nello slopestyle ai Campionati mondiali di snowboard 2023. Al termine della stagione 2024-2025 ha vinto la Coppa del Mondo generale di freestyle e quella di big air, quest'ultima già conquistata anche l'anno precedente.

## Palmarès

### Mondiali
- 1 medaglia:
  - 1 oro (slopestyle a Bakuriani 2023)

### Winter X Games
- 3 medaglie:
  - 1 oro (slopestyle ad Aspen 2024)
  - 1 argento (knuckle huck ad Aspen 2025)
  - 1 bronzo (slopestyle ad Aspen 2025)

### Mondiali juniores
- 2 medaglie:
  - 1 oro (big air a Leysin 2022)
  - 1 argento (slopestyle a Leysin 2022)

### Coppa del Mondo
- Vincitrice della Coppa del Mondo generale di freestyle nel 2025
- Vincitrice della Coppa del Mondo di big air nel 2024 e nel 2025
- 11 podi:
  - 3 vittorie
  - 3 secondi posti
  - 5 terzi posti

#### Coppa del Mondo - vittorie
| Data             | Località   | Paese   | Specialità |
| ---------------- | ---------- | ------- | ---------- |
| 1º dicembre 2024 | Pechino    | Cina    | BA         |
| 5 gennaio 2025   | Klagenfurt | Austria | BA         |
| 18 gennaio 2025  | Laax       | Austria | SS         |

Legenda:

BA = Big air

SS = Slopestyle